# 陳法 (康熙進士)
陳法（1692年—1767年），字定齋，贵州平壩人，清朝政治人物、同進士出身。

## 生平
生于康熙三十一年丙子（1692年）。康熙五十二年（1713年）清聖祖六旬癸巳恩科進士，三甲三十八名，改翰林院庶吉士，散館授檢討，官至大名道。乾隆三十一年十
二月六日（1767年1月6日）卒。著有《易箋》、《內心齋詩稿》、《河干問答》、《塞外紀程》、《明辯錄》、《猶存集》。